# Sainte-Enimie
Sainte-Enimie är en kommun i departementet Lozère i regionen Occitanien i södra Frankrike. Kommunen ligger i kantonen Sainte-Enimie som tillhör arrondissementet Florac. År 2018 hade Sainte-Enimie 515 invånare.

## Befolkningsutveckling
Antalet invånare i kommunen Sainte-Enimie
| Referens: INSEE |